# ヤマハ・ボビィ
ボビィ (bobby) は、ヤマハ発動機が製造していたオートバイ（原動機付自転車）である。

## 概要
1976年3月発売。ジッピィ、チャピィに続くレジャーモデル第3弾として、実用的でスポーティーなバイクとして開発された。車名は「気ままに明るくポンとはずむ」という意味の英語「bob」の愛称形から取られた。
エンジンは2ストローク単気筒で49cc、3.7psのボビィ50（LB50III）と72cc、4.9psのボビィ80（LB80III）の2種類がラインナップされた。トランスミッションはハンドクラッチ式ロータリー4速が先に発売され、1976年10月にはボビィ50に自動遠心クラッチ式ロータリー3速が追加された。
1978年8月にカラーリングとグラフィックの変更が行われ、ボビィ80が廃止された。
1980年5月にマイナーチェンジを実施。角型ヘッドライト、CDI点火方式、前後キャリアが新たに採用され、車名ロゴが大文字のBOBBYに変更された。同時にラインナップが整理され、50ccハンドクラッチ車に一本化された。